# لوکا پائودیس
لوکا پائودیس (انگلیسی: Luca Paudice؛ زادهٔ ۳۰ اکتبر ۲۰۰۱) بازیکن فوتبال اهل ایتالیا است.